# Lonicera anisotricha
Lonicera anisotricha är en kaprifolväxtart som beskrevs av O.N. Bondarenko. Lonicera anisotricha ingår i släktet tryar, och familjen kaprifolväxter. Inga underarter finns listade i Catalogue of Life.